# Julijansko leto
Julijansko leto je v astronomiji enota za merjenje časa, ki obsega natančno 365,25 dni od katerih ima vsak po 86.400 sekund (v letu je 31.557.600 sekund). 
To je povprečna dolžina leta v Julijanskem koledarju. Z Julijanskim letom merimo dolžino časa, nikakor pa ne označujemo z njim datumov. Uporabljamo ga zato, ker je ta dolžina zelo blizu resničnemu trajanju leta, čeprav nobeno resnično leto nima te dolžine. Julijansk leto ne predstavlja leta v Julijanskem ali kateremkoli drugem koledarju. Pojem julijansko leto nima neposredne povezave z julijanskim dnevom. Julijansko leto se uporablja v efemeridah.
Na podoben način je določeno tudi julijansko stoletje (100 julijanskih let oz. 36.525 dni) in julijansko tisočletje (1000 julijanskih let oz. 365.250 dni), čeprav teh pojmov pogosto ne uporabljamo.

Julijansko leto ni osnovna merska enota za čas, saj ga ne priporoča niti Mednarodni sistem enot. Ta enota je zelo primerna za uporabo pri merjenju daljših časovnih obdobij (lažje si predstavljamo število let kot pa veliko število dni). Julijansko leto je tudi osnova za definicijo svetlobnega leta, ki je enota za merjenje razdalj.